# Parnassius apollonius
Parnassius apollonius är en fjärilsart som först beskrevs av Eduard Friedrich Eversmann 1847.  Parnassius apollonius ingår i släktet Parnassius och familjen riddarfjärilar. Inga underarter finns listade i Catalogue of Life.

## Bildgalleri

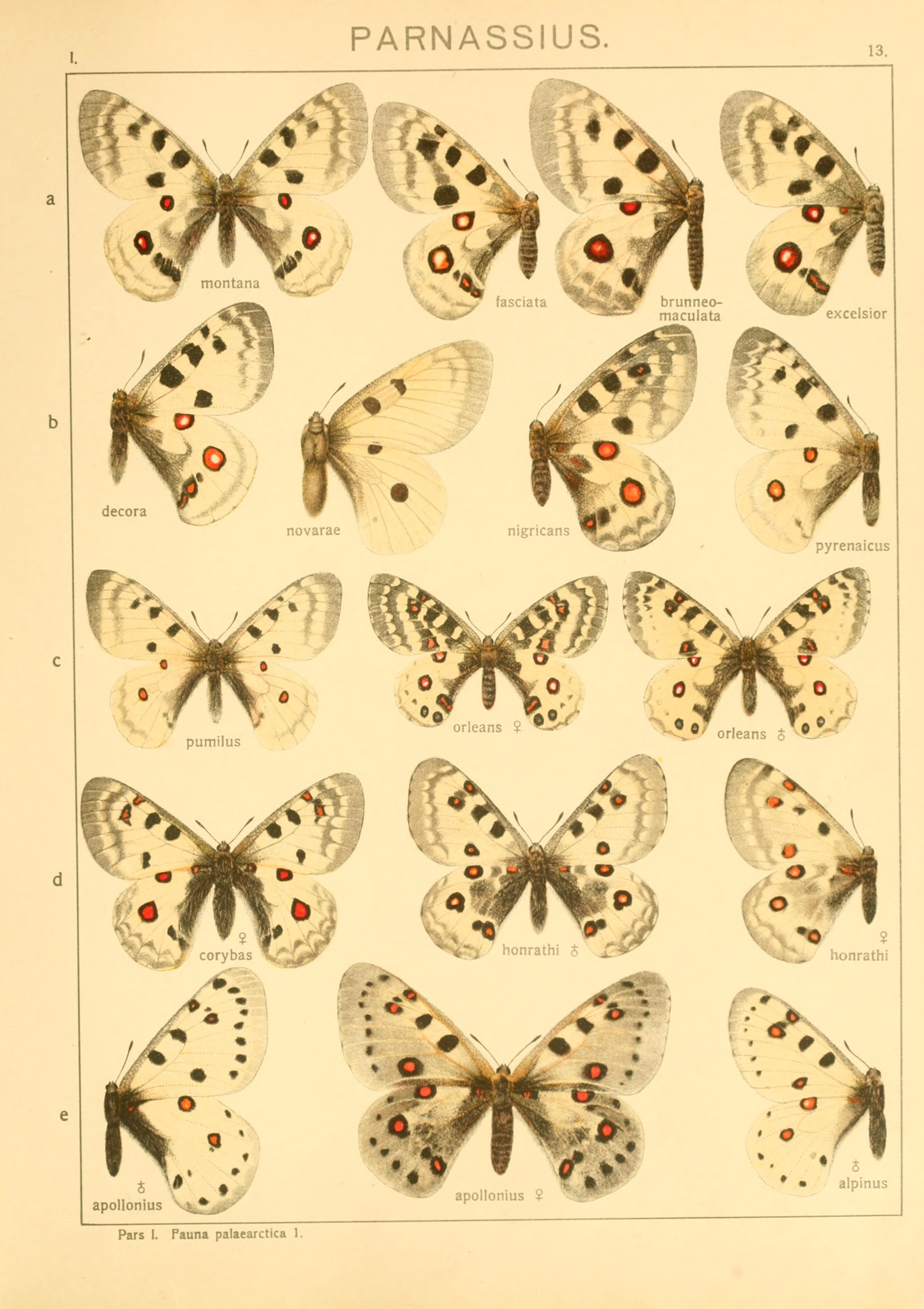
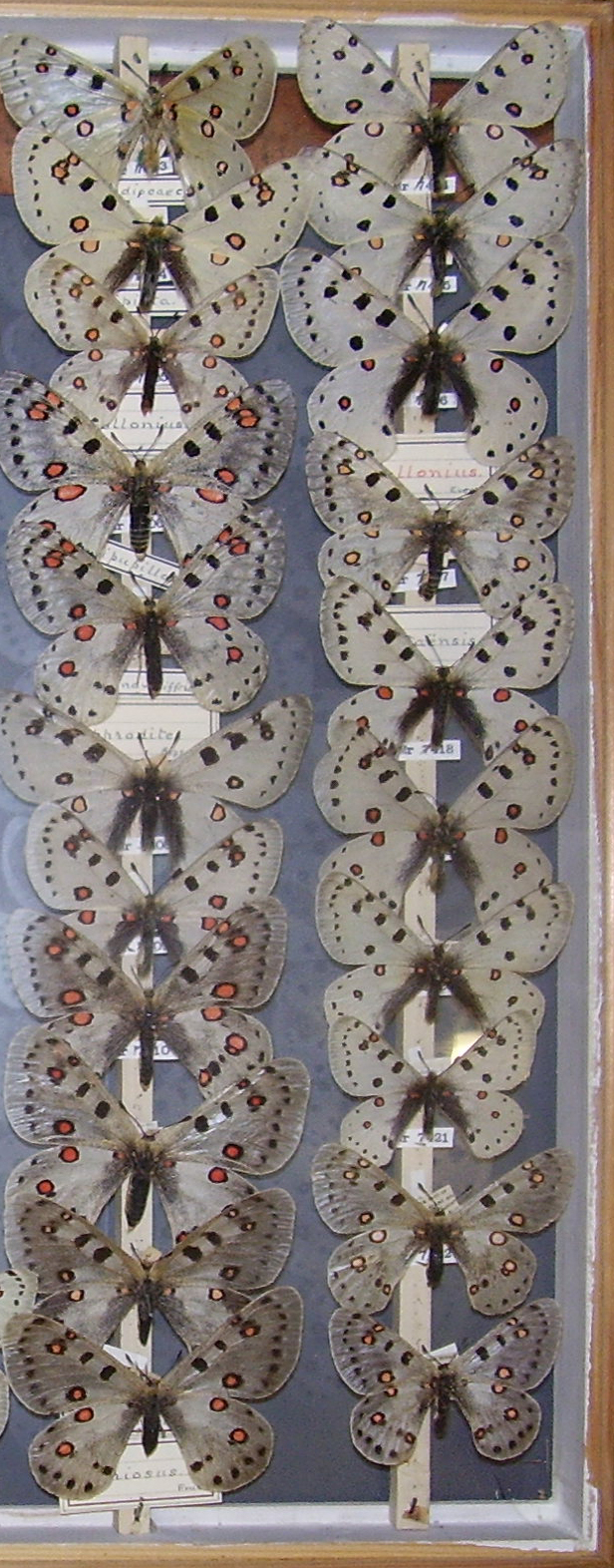